# 恵公 (宋)
恵公（けいこう、? - 紀元前801年）は、西周の諸侯である宋の君主（在位前831年 - 前801年）。姓は子、名は覵。釐公の子。釐公の後をうけて宋国の君主となった。在位31年。商丘に葬られた。